# Clubiona pacifica
Clubiona pacifica är en spindelart som beskrevs av Banks 1896. Clubiona pacifica ingår i släktet Clubiona och familjen säckspindlar. Inga underarter finns listade i Catalogue of Life.